# Хауардит
Хауардитите са каменни метеорити от клана HED метеорити (метеорити от Веста) към клас Ахондрити. Носят името на Едуард Чарлз Хауърд, британски изследовател на метеорити от 18 и 19 век, който за първи път публикува резултатите от изследвания на химичния анализ на каменните метеорити. До 23 август 2021 г. на Земята са открити и наименувани 400 хауардита. Това са сложни брекчи, образувани при удар върху повърхността на родителското тяло, съдържащи еукрити, диогенити и някои хондритни материали. Доказателство за това е високото съдържание на имплантирани от слънчевия вятър благородни газове в техните финозърнести, кластични, произведени от удар матрици.

## Произход
Предполага се, че произходът на HED метеоритите е от астероид 4 Веста. Хипотезата за произхода им е в съответствие с текущите наблюдения и изследвания на донесения материал от мисията на космическия апарат Дон през 2007 г.
След формирането ѝ, в недрата на Веста се образува никел-желязно ядро, обвито от вулканичен материал във вид на мантия и кора. По-късно астероидът се охлажда до такава степен, че кратката вулканична фаза приключва и започва бавното втвърдяване на ядрото. По-късно Веста претърпява масивен сблъсък, който изравя 450-километров кратер и като резултат са изхвърлени множество малки и средни тела, кръстени „Вестоиди“. Кратерът на Веста е толкова огромен, а гравитационното привличане толкова слабо, че е изхвърлен дори материал от дълбоките слоеве. Предполага се, че хауардитите идват директно от този астероид, или са потомци на Вестоидите.
Някои хауардити съдържат такива силикатни минерални състави, които предполагат, че те произлизат от различни региони на Веста и че реголитният слой на астероида не е добре смесен. Изхвърлената при сблъсък и повторно натрупана кора на Веста може да обясни химическото и текстурно разнообразие, запазено в полимиктовите еукрити и хауардитите.
Състоят се от равни части от диогенитната и еукритната скала, смесени с ударната хондритна материя. В резултат на това хауардитите съдржат включвания от метеорити, падали върху Веста в продължение на много милиарди години, върху чиято основа еукритите и диогенитите, под въздействието на слънчевия вятър, образуват нова скала. Това природно разнообразие ги прави едни от най-красивите ахондрити.

## Състав
Основните минерали в хауардитите са пироксен (до голяма степен ортопироксен) и беден на натрий плагиоклаз както и малко оливин, изобилие от ударни стопилки и фрагменти от брекчи, а понякога и въглеродни хондритни ксенолити. В сравнение с други метеорити, много хауардити съдържат доста леки съставки, в които по-тъмните парчета скала са лесно видими с просто око. Те се считат за индикатор за старостта на метеорита.

## Структура и текстура
Хауардите са полимиктни брекчи, което означава, че се състоят от натрошени и ъгловати скални фрагменти, известни като класти, вградени в матрица от различен материал и съдържащи повече от два вида минерали. Те са типични реголити – хаотично изградена смес от отломки от вулканични скали и космически прах, която се е натрупала и втвърдила на повърхността на астероида и впоследствие се е променила химически под въздействието на космическите лъчи. Хауардитите съдържат също и стъклени сферички, получени може би при ударни процеси, както и фини тъмни зърна, които също могат да бъдат свързани с ударно въздействие.
Състоят се предимно от еукритен и диогенитен материал, който обхваща минимум 10% от обема им. Кластите също са предимно еукритни и диогентни, вероятно местни на Веста, въпреки че смесените с тях скали са с различен произход – ксенолитни включвания от най-вече тъмни класти, които съответстват на състава на въглеродните хондрити, заедно с ударни стопилки. Зърната на двата вида скали са с различни размери. Тези съставки предполагат, че хауардитите произхождат от места близо до повърхността на Веста, т.е. те са проби от реголита на астероида, които впоследствие са променени и изхвърлени, вероятно по време на удара. Заедно с фрагментите от еукрит и диогенит, някои хауардити съдържат и благородни газове, имплантирани от слънчевия вятър, което също потвърждава, че някога са се намирали на повърхността на родителското тяло.
Диогенитните и еукритните скали са приблизително в равни части, смесени с ударна хондритна материя. В резултат на това хауардитите имат включвания от метеорити, падали върху Веста в продължение на много милиарди години, върху чиято основа еукритите и диогенитите, под въздействието на слънчевия вятър, образуват нова скала. Това природно разнообразие ги прави едни от най-красивите ахондрити.